# 像素画

像素畫示意圖

像素畫是一種以「像素」（Pixel）為基本單位來製作的電腦繪圖表現形式。
在電腦繪圖的兩大類別——點陣圖與向量圖——當中，像素畫以點陣圖（bitmap）的形式，從電腦最原始的圖像表現方法，演變成了一種獨立的數位藝術創作風格。此風格通常被人稱為「像素藝術」（pixel art），有時也被稱為「點繪」（dot art）、「點圖」、「點畫」、「像素圖」、「dot繪」等。

## 概述

### 定义
大多数像素艺术家都认为，只有当像素在艺术品的构图中发挥了重要的个体作用时，图像才能被归类为像素艺术，这通常需要刻意控制每个像素的位置。当有目的地以这种方式进行编辑时，改变几个像素的位置会对图像产生巨大的影响。
像素艺术的一个共同特点是图像中的整体色彩数量少。像素艺术作为一种媒介，模仿了老式视频游戏图形中的很多特征，由能够一次只输出有限数量的颜色的机器渲染。此外，许多像素艺术家认为，在大多数情况下，使用大量的颜色，尤其是在值非常相似的情况下，是没有必要的，而且会减弱图像的整体简洁度，使其看起来更混乱。许多有经验的像素艺术家建议不要使用超出必要的颜色。

### 与数字艺术的区别
随着图像的分辨率越来越大，像素越来越难以区分，仔细放置它们的重要性也越来越小，直到像素艺术的概念也随之瓦解。这种情况发生的确切时间点以及一件作品可以被称为 "像素艺术 "的条件，一直是专业人士和爱好者之间存在巨大分歧的根源。
一般来说，像素图像的构建可以与数字艺术品的构建非常相似，特别是在早期草图阶段。区别最大的部分是最后逐个像素的润饰。

### 自动化与算法
有很多算法被用来协助创作或编辑像素艺术，例如在Blender等软件中使用3D着色器来生成复杂的效果或旋转物体，然后再导入像素艺术软件。
还存在许多专门为像素画校准的插值算法。

## 應用
像素畫最早出現在電腦應用程式的圖示（Icon），以及早期的8位元電子遊戲。近幾年來則被廣範地使用在網頁圖示、行動電話裡的小遊戲、即時通訊軟體裡的個人圖片等。像素艺术也被用于广告，贝尔公司就是其中一家使用的公司。eBoy集团专门为广告制作等距像素图形。
有限的颜色和分辨率为以有效方式传达复杂的概念和想法带来了挑战。微软Windows桌面上的图标是各种尺寸的光栅图像，其中较小的图标不一定是按比例放大的，所以可以认为是像素艺术。在GNOME和KDE桌面上，图标主要由SVG图像表示，但也有手工优化的、用于16x16和24x24等小尺寸的像素艺术PNG文件。
现代像素艺术被视为业余游戏/图形爱好者对3D图形产业的反应。许多复古爱好者经常选择模仿过去的风格。像素艺术仍然很受欢迎，也在现代游戏中被使用。在现代视频游戏中采用像素艺术的原因包括：它引起了人们对经典视频游戏的怀旧感，它是标志性的，它使用的文件大小较小，它（与3D艺术不同）不需要强大的计算机来制作，它在编译游戏时可以节省时间，它在智能手机等小屏幕上运行良好，而且它仍然是一种流行的审美选择。

## 製作
製作像素畫很簡單。基本上，具備「鉛筆工具」的繪圖軟體都可以制作出像素畫。最典型的代表就是Windows內建的簡易繪圖程式「畫圖」。而其他較複雜的專業影像處理或繪圖軟體，例如PhotoShop或PhotoImpact等，也都具有繪製像素畫的能力。除此之外，也還有專為製作像素畫所開發的專用軟體（大部份都是針對圖示創作的目的而開發），例如MicroAngelo Toolset 、Aha-soft ArtIcons、IconCool Studio 、Aseprite等等。

### 方法
绘画通常从所谓的线条艺术开始，也就是定义人物、建筑或艺术家打算画的其他东西的基础线条。线条艺术通常是在扫描过的图纸上进行描摹。也存在其他技术，有些类似于绘画。直线很容易完成，斜线更难，而曲线比前两个都更难。Daniel Silber建议在任何时候都要使用宽度为一个像素的线条。
像素艺术的调色板有限，通常需要通过抖动来实现不同的色调和颜色，但由于这种艺术形式的性质，这通常是完全由手工完成的，但大多数专门针对像素艺术的软件提供了抖动选项。
抗锯齿也是由手工完成的，用于平滑曲线和过渡。有些艺术家只在内部做，以保持轮廓清晰，可以覆盖任何背景。PNG的alpha通道可以用来为任何背景创建外部抗锯齿。

## 檔案格式
像素畫的儲存檔案格式有相當多種選擇，其中bmp、ico、gif、png等是較為常見的存檔格式。其中.gif與.png是通常較為建議的選擇，而ico則是用作視窗圖示時所限定的格式。避免使用JPEG格式，因为它的有损压缩算法是为平滑的连续色调图像设计的。